# Войтенко Валентин Григорович
Войтенко Валентин Григорович – український журналіст, економіст, державний службовець, автор багатьох публіцистичних творів, науково-популярних статей та збірників – зокрема, словника - довідника «Податки: у термінах і визначеннях». Член Національної спілки журналісті України та Української асоціації парламентських журналістів.

## Життєпис
Народився 1 липня 1953 р. у с. Дорошівка Ямпільського району Вінницької області. 
Закінчив Глухівський державний педагогічний інститут, відділення журналістики ВКШ при ЦК ВЛКСМ, економічний факультет Київського славістичного університету та Міжнародної академії управління персоналом. 

## Праця
Працював літпрацівником Ямпільської районної газети «Слово хлібороба», заступником редактора, редактором Вінницької обласної молодіжної газети «Комсомольське плем’я», відповідальним секретарем Вінницької обласної організації Спілки журналістів України, старшим редактором Держтелерадіо України, головним редактором головної редакції молодіжних програм Національної радіокомпанії України, головним спеціалістом сектора засобів масової інформації Кабінету Міністрів України, завідувачем сектора відділу звернень громадян Адміністрації Президента України, начальником управління інформації та зв’язків з громадськістю Державної податкової адміністрації у м. Києві, головним редактором Всеукраїнської газети «Говорить і показує Україна», головним редактором журналу «Вісник податкової служби України».

## Відзнаки
Нагороджений  почесними грамотами Кабінету Міністрів України, Державного комітету телебачення і радіомовлення України, Міністерства фінансів України.

## Видавнича діяльність
«Народна рада» — всеукраїнський громадсько–політичний тижневик — «столична газета для глибинки». Виходить з 2010 року. Засновник та шеф редактор «Народної ради.